# Heinrich Reuss von Plauen
Heinrich Reuss von Plauen (niem. Heinrich Reuß von Plauen, ur. ok. 1400, zm. 1470 w Morągu) – 32-gi wielki mistrz zakonu krzyżackiego w latach 1469–1470. Pierwszy wielki mistrz, składający hołd lenny królowi Polski.

## Życiorys
Pochodził z Turyngii z bardzo rozgałęzionej rodziny von Plauen. Był siostrzeńcem Ludwika von Erlichshausena. Do zakonu krzyżackiego wstąpił w młodym wieku. Początkowo był bratem w jednym z domów zakonnych w Niemczech. Do Prus przybył w latach 20. XV w. Objął tam funkcję wójta tczewskiego.
W 1433 został komturem Bałgi, w 1440 wójtem Natangii. Od 1441 roku pełnił urząd wielkiego szpitalnika i komtura elbląskiego. Jako siostrzeniec wielkiego mistrza szybko zdobywał wpływy i pozycję. Faktycznie to on był zwierzchnikiem zakonu krzyżackiego w czasach Ludwika von Erlichshausena.
W trakcie wojny trzynastoletniej objął dowództwo nad armią wykazując się dużymi zdolnościami dowódczymi. Wsławił się zwycięską bitwą pod Chojnicami, oraz odbiciem z rąk Związku Pruskiego Königsberga i Prus Dolnych. Po pokoju toruńskim 1466 roku został komturem pasłęckim.
Po śmierci wuja w 1467 objął namiestnictwo nad zakonem. Osiadł w Morągu i oczekiwał na dalsze posunięcia króla polskiego, zwlekając z zebraniem krzyżackiej kapituły generalnej. Naciskany przez Kazimierza IV Jagiellończyka zwołał ją do Królewca w 1469.
Jego wybór na wielkiego mistrza był tylko formalnością, 15 października 1469 roku dostojnicy zakonni jednogłośnie obrali go zwierzchnikiem zakonu. Niezwłocznie po wyborze udał się na sejm do Piotrkowa, gdzie 1 grudnia 1469 złożył hołd lenny przed królem polskim. W drodze powrotnej z Polski do Prus zaniemógł i doznał paraliżu, który uniemożliwił mu dalszą podróż. Zmarł na zamku w Morągu 2 stycznia 1470.
Pochowany został w katedrze w Królewcu.